# Подвид
Подви́д (лат. subspecies, общепринятая аббревиатура subsp. или ssp.) в биологической систематике — либо таксономический ранг ниже ранга вида, либо таксономическая группа в таком ранге. 
Подвиды не могут быть определены изолированно: вид либо определяется как совсем не имеющий подвидов, либо имеет два или более подвидов, но никогда не может быть одного подвида. Организмы, принадлежащие к различным подвидам одного вида, способны к скрещиванию и производству плодовитого потомства, но они зачастую не скрещиваются в природе из-за географической изоляции или других факторов. Различия между подвидами, как правило, менее чёткие, чем между видами, но более чёткие, чем между породами или расами (расами могут быть названы различные подвиды, если они таксономически различны). Характеристики, отнесённые к подвиду, как правило, развиваются в результате географического распространения или изоляции.

## Номенклатура
В Международном кодексе зоологической номенклатуры (4-е издание МКЗН, 1999) признан только один ранг ниже ранга вида — подвид. Другие инфравидовые группировки (например, породы домашних животных, трансгенные животные) не имеют названий, регулируемых МКЗН. Такие формы не имеют официального статуса, хотя они могут быть полезны в описании высотных или географических переходных биологических групп. Научное название подвида формируется из биномена вида с добавлением названия подвида, например, Panthera tigris sumatrae (суматранский тигр). Названия такого типа называют триноменами.
Аналогично и в бактериологии, ниже ранга вида используется только ранг подвида. Названия рангов типа вариаций, опубликованные до 1992 года, теперь считаются названиями подвидов.
В ботанике подвид является одним из многих рангов ниже вида, например, применяются такие названия, как разновидность, подразновидность, форма и подформа. Перед подвидовыми названиями ставится «ssp.» или «subsp.», например, запись Mammillaria vetula subsp. gracilis относится к подвиду gracilis вида Mammillaria vetula. Любое ботаническое название ниже вида, включая подвиды, разновидности и т. д. называется инфравидовым, или внутривидовым.

### Номинативные подвиды и автонимы подвидов
Если в зоологической номенклатуре вид делится на подвиды, то первоначально описанная популяция становится номинативным подвидом — подвидом, латинское название которого совпадает с видовым названием. Таким образом, номинативный подвид всегда населяет типовую местность для данного вида.
Например, европейский подвид кукушки Cuculus canorus, впервые описанной Линнеем из Европы, называется Cuculus canorus canorus.
Повторение видового названия упоминается в ботанической номенклатуре как автоним подвидов.

## Критерии
Особи одного подвида отличаются от представителей других подвидов этого вида морфологически и/или разными кодирующими последовательностями ДНК. При определении подвида отталкиваются от описания его вида.
Если две группы не скрещиваются по причине чего-либо внутренне присущего их генетическому строению (возможно, зелёные лягушки не находят синих лягушек сексуально привлекательными, или они размножаются в разное время года), то они являются разными видами.
Если, с другой стороны, две группы могут свободно скрещиваться при условии, что будет удалён какой-то внешний барьер (например, возможно, что на пути передвижения лягушек существует слишком высокий водопад для них, который они не могут преодолеть, или две популяции слишком далеки друг от друга), то они являются подвидами. Возможны и другие факторы: различия в брачном поведении, экологических предпочтениях, таких как состав почвы, и т. д.
Заметим, что различия между видами и подвидами зависят только от вероятности того, что в отсутствие внешних препятствий две популяции будут сливаться назад в одну, генетически единую популяцию. Они не имеют ничего общего с тем, насколько различными две группы кажутся для человека-наблюдателя.
Поскольку знания о конкретных группах всё время увеличиваются, классификацию видов приходится время от времени уточнять. Например, скальный конёк ранее классифицировался как подвид горного конька, но в настоящее время признано, что он является полным видом.
Виды с защитным комплексом морфологически похожи, но имеют различия в ДНК или по другим факторам.

## Монотипные и политипные виды
Политипные виды имеют два или более подвида, расы или, выражаясь более общими понятиями, популяции, которые нуждаются в отдельном описании. Это отдельные группы, которые явно отличаются друг от друга и, как правило, не скрещиваются (хотя могут быть и более узкие зоны гибридизации), но которые свободно скрещивались бы, если бы такая возможность предоставилась. Заметим, что группы, которые свободно не скрещиваются, даже если они имеют возможность сделать это, уже не подвиды: они являются отдельными видами.
Монотипный вид не разделён на различные популяции или расы, или, точнее, одна раса включает весь вид. Монотипные виды могут происходить несколькими способами:
- Все члены вида очень похожи, и не могут быть разумно разделены на биологически значимые подкатегории.
- Индивидуумы значительно различаются, но изменения по существу случайны и во многом бессмысленны, поскольку генетическая передача этих изменений проблематична.
- Различия между индивидуумами заметны и похожи на единый образец, но нет чётких разделительных линий между отдельными группами: они незаметно переходят одна в другую. Такие клинальные изменения всегда указывает на существенный поток генов между, казалось бы, отдельными группами, которые составляют популяцию. Популяции, которые имеют устойчивый, существенный поток генов между ними, скорее всего, представляют монотипический вид, даже если очевидна достаточная степень генетической изменчивости.